# Catastrofe del monte Øy

Campagna di Armfeldt in Trøndelag, 1718–1719. Le date sono secondo il calendario giuliano.

Con Catastrofe del Monte Øy nota anche come Marcia della Morte dei Carolini (in svedese karolinernas dödsmarsch), si intende la ritirata disastrosa del contingente di soldati svedesi (noti come Carolini), guidati dal generale Carl Gustaf Armfeldt attraverso la catena montuosa del Tydal in Trøndelag durante il capodanno del 1718-1719.

## Contesto
Durante la Grande guerra del Nord la Svezia aveva subito diverse sconfitte che la portarono a perdere i propri territori orientali, ora sotto il dominio russo. Nel 1718 Carlo XII di Svezia pianificò dunque di attaccare la Norvegia sperando di sorprendere il re Federico IV di Danimarca impreparato e costringere così la Danimarca-Norvegia a negoziati di pace che avrebbero implicato la cessione di territori alla Svezia.
Ordinò dunque al generale Carl Gustaf Armfeldt di lanciare un attacco diversivo da Jämtland verso Trondheim. Questi però, a seguito della sconfitta subita nella battaglia di Storkyro, si era da poco ritirato nell'area di Gävle con il proprio contingente male equipaggiato e demoralizzato.
Radunati 10.000 soldati a Duved, partì alla volta della Norvegia il 29 agosto 1718 ma quattro mesi dopo fu nuovamente costretto a ritirarsi perché le difese norvegesi ressero l'attacco e il contingente contava ora solo 6.000 sopravvissuti esausti e affamati poiché il maltempo rendeva impossibile rifornirli. Dopo la morte di Carlo l'11 dicembre 1718 durante l'assedio di Fredriksten, tutte le forze svedesi in Norvegia ricevettero l'ordine di ritirarsi e rimpatriare.

## La partenza per la Svezia
Armfeldt venne a conoscenza della morte del re solo il 7 gennaio 1719, quando si trovava a Haltdalen. A questo punto decise di rimpatriare per la via più breve: prima attraverso la catena montuosa del Tydal e da lì al forte di Hjerpe. L'8 gennaio 1719 l'esercito lasciò quindi Haltdalen e marciò verso Tydal, che distava circa 30 chilometri.
L'11 gennaio I carolini raggiunsero le fattorie di Ås e Østby. Il giorno seguente (che secondo il calendario giuliano in uso all'epoca in Svezia corrisponde al giorno di Capodanno) partirono accompagnati dalla guida norvegese Lars Bersvendsen Østby alla volta di Handöl, nell'attuale comune di Åre, che distava circa 55 chilometri. 
A parte il freddo invernale, l'assenza di maltempo indusse Armfeldt a continuare la marcia, convinto che in quelle condizioni avrebbe raggiunto lo Jämtland in due giorni.

## La tempesta

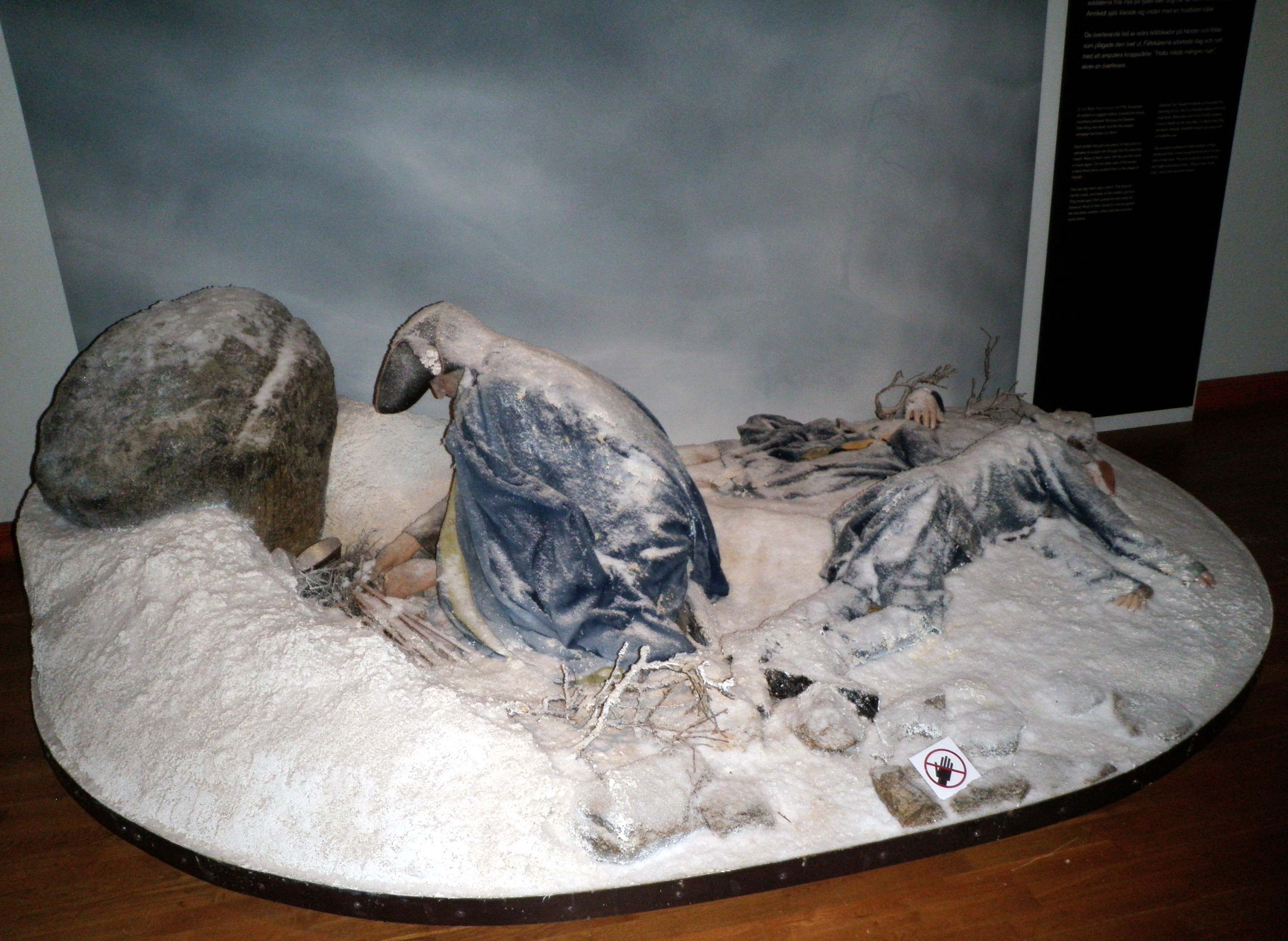
Esposizione all'Armémuseum di Stoccolma che ricostruisce una scena della catastrofe.

Il 12 gennaio si scatenò una violenta bufera di neve da nord-ovest che costrinse Armfeldt ad accamparsi sul versante settentrionale del Monte Øy, presso il lago Essand. Nel disperato tentativo di riscaldarsi, i soldati cominciarono a dare fuoco al legname che riuscirono a procurarsi, inclusi i manici dei propri fucili e le slitte, che tuttavia non furono sufficienti a salvarli dal freddo. Si stima infatti che morirono di ipotermia 200 uomini solo in questa prima notte.
La tempesta continuò anche il giorno successivo e la ritirata divenne ancora più caotica, poiché molti si dispersero. Il grosso delle forze riuscì a raggiungere il confine svedese e si accampò a Enaälven. Tuttavia, il maltempo continuò a mietere vittime: molti cavalli morirono e tutto l'equipaggiamento dovette essere abbandonato sulla montagna. La tempesta infuriava ancora il 14 gennaio quando le prime truppe guidate da Armfeldt si dirigevano verso Handöl. La maggior parte dei sopravvissuti arrivò a Handöl tra il 15 e il 16 gennaio. Circa 3.000 uomini rimasero congelati sulle montagne. Durante il viaggio verso Duved, ne morirono altri 700. Circa 600 dei 2.100 sopravvissuti rimasero storpiati a vita.
Olof Broman, sacerdote rettore di Hudiksvall, racconta nel proprio diario del 1719:
(Olof Broman, Diari)

## Conseguenze

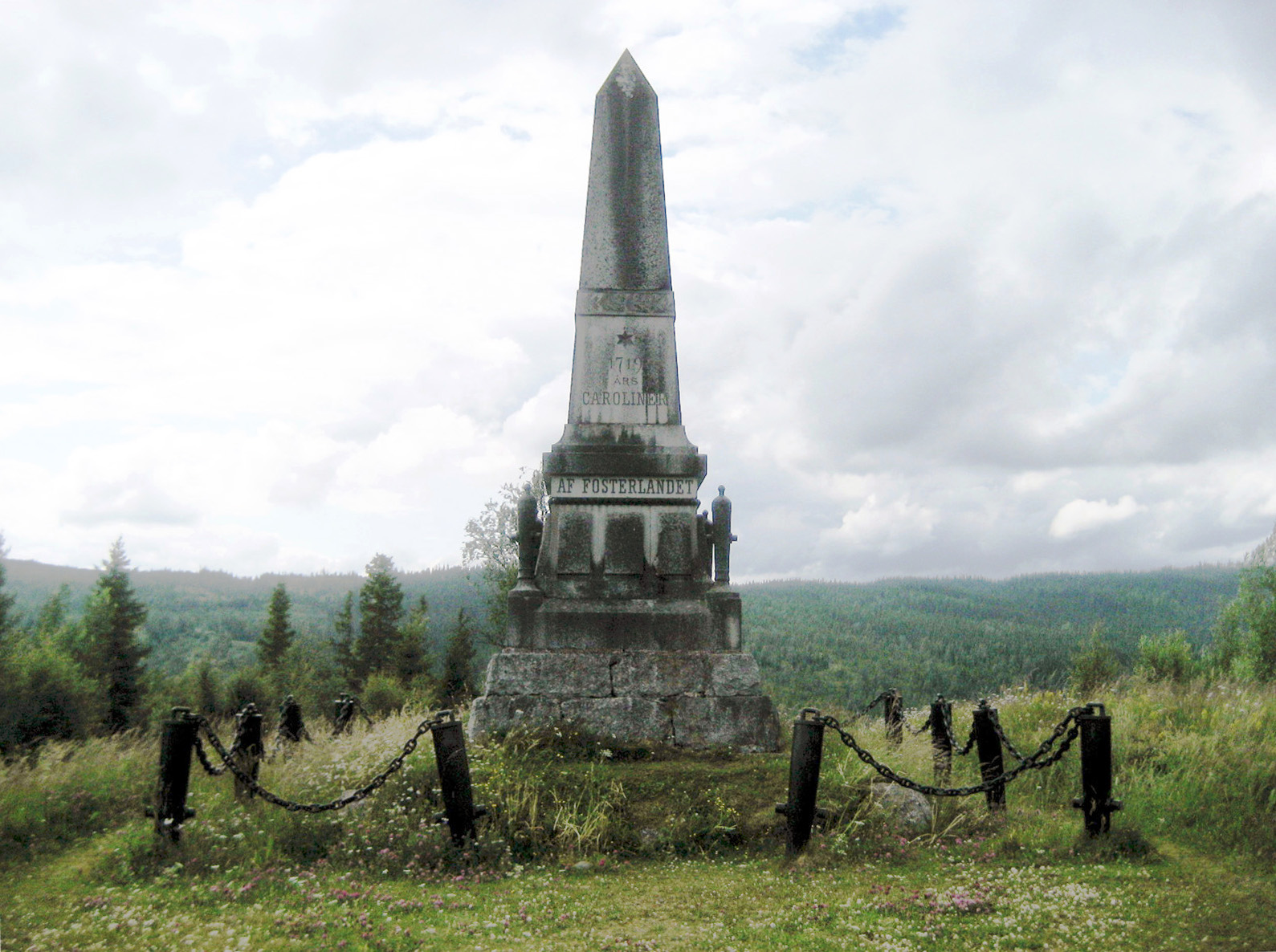
Monumento ai Carolini eretto a Duved per commemorare i caduti nella catastrofe.

Il 18 gennaio, il maggiore norvegese Emahusen si mise sulle tracce dell'esercito svedese. Giunto al valico trovò centinaia di cadaveri di soldati e di cavalli ancora imbrigliati a slitte completamente cariche, sulle quali i conducenti erano stati congelati dalla tempesta mentre ancora reggevano le redini.
I norvegesi fecero bottino delle spoglie trovate che ammontavano sei cannoni e centinaia di spade, fucili, stivali, cappotti e oggetti di valore indossati dai soldati morti.
Ancora oggi a Brekka Bygdetun, nel Tydal, ogni due anni si tiene a gennaio la rappresentazione teatrale all'aperto Karolinerspelet (Il dramma dei Carolini), che racconta gli eventi della catastrofe.
Anche a Røros (un'altra città norvegese visitata dai soldati svedesi) tra luglio e agosto viene rappresentato il musical Elden (Il fuoco) che drammatizza anch'esso i giorni della catastrofe. Lo spettacolo è una delle più grandi produzioni all'aperto della Norvegia e coinvolge sia attori umani che cavalli.